# Sam Dillemans
Sam Dillemans (Leuven, 17 januari 1965) is een Belgisch kunstschilder. Hij is de zoon van Roger Dillemans, ererector van de Katholieke Universiteit Leuven.

## Biografie
Sam Dillemans begon al op jonge leeftijd, na het zien van het werk van Vincent van Gogh in 1979, te schilderen. Hij bezocht tussen 1984 en 1991 zeven verschillende kunstacademies, waarvan twee in Noord-Frankrijk (Tourcoing en Rijsel) en behaalde een diploma aan de Kunstacademie (Institut national supérieur d'expression plastique, option art) in Tourcoing. Hij volgde vier academiejaren in Leuven waar hij zich uitsluitend op de tekenkunst richtte. Zijn studiemateriaal waren gipsen beelden, de anatomie van Paul Richer en kopieën naar oude meesters. Dillemans ontwikkelde een eigen, expressieve teken- en schilderstijl, waarbij hij met grove penseelstreken voornamelijk portretten en zelfportretten schildert.
Van september tot december 2005 exposeerde Sam Dillemans een reeks schilderijen in het Antwerpse Rubenshuis. De werken waren geïnspireerd op bekende schilderijen van Peter Paul Rubens zoals Kruisafneming, Adam en Eva en het Zelfportret van Peter Paul Rubens.
Na zich toegelegd te hebben op het kopiëren en bestuderen van oude meesters, schilderde hij tussen 2003 en 2007 een reeks schilderijen van boksers. Deze werd, samen met ouder werk, voorgesteld in een oud pakhuis op het Antwerpse Eilandje in 2009.
De documentaire over Sam Dillemans, De waanzin van het detail, werd op het Internationaal Festival 2008 van audiovisuele programma's in Biarritz (Festival International des Programmes Audiovisuels) met een gouden FIPA D'or bekroond.
Het Concertgebouworkest gaf Sam Dillemans de opdracht om het portret te schilderen van afscheidnemend dirigent Mariss Jansons. Het schilderij werd in het bijzijn van het Nederlandse koningspaar onthuld op 20 maart 2015.
Op 15 april 2016 opende Sam Dillemans zijn eigen tentoonstellingsruimte in Antwerpen.
In juli 2017 schenkt Sam Dillemans, ter gelegenheid van de eeuwherdenking van de Eerste Wereldoorlog het werk 'Ypres' aan de stad Ieper. Het werk werd tot eind 2018 tentoongesteld in het In Flanders Fields Museum te Ieper.
Op 9 maart 2018 opende de tentoonstelling Goodbye to all that, Paintings of the Great War in de Tentoonstellingsruimte Sam Dillemans. Goodbye to All That is een reeks van 150 schilderijen die taferelen van de Eerste Wereldoorlog afbeelden.
In 2018 schonk de kunstenaar het werk Hommage aan Rubens: de kruisafneming van 2003 aan de Antwerpse Onze-Lieve-Vrouwekathedraal. Het hangt naast Rubens kruisafneming in de zuidelijke zijbeuk.
In 2025 werd hij Commandeur in de Kroonorde.

## Tentoonstellingen
- Klassieke schoonheid, Koninklijk Museum voor Schone Kunsten Antwerpen, Antwerpen, 1994.
- Belgian Art 1945-1999, Warschau, 1999.
- International Young Art 2000, Art Link Sotheby's, Chicago, Wenen en Tel Aviv Sotheby, 2000.
- 14 + 1, Kunst aus den Eu-Ländern, Brauner Paleis, Wenen, 2000.
- Rubenshuis, Antwerpen, 2005.
- Eilandje, Antwerpen, 2009.
- Authors, Kasteel van Gaasbeek, 2013.
- Overzichtstentoonstelling, Tentoonstellingsruimte Sam Dillemans, 2016.
- Hugo Claus, Con Amore (Groepstentoonstelling), BOZAR, Brussel, 2018.
- Goodbye to all that, Paintings of the Great War, Tentoonstellingsruimte Sam Dillemans, Antwerpen, 2018.
- Fighters, Tentoonstellingsruimte Sam Dillemans, Antwerpen, 2019.

## Publicaties en literatuur
- Tekeningen: een onvolledige selectie uit tekeningen van 1985 tot 1992, uitgave Sam Dillemans, 1995.
- De Boeck, Hans & Moonen, Christoph, Sam Dillemans - Het kunstwerk op zichzelf, Catalogus Ithaka 2001, Kultuurraad der Leuvense studenten, 2001.
- November, Hans Sam Dillemans - De frustratie als motivatie, Catalogus Ithaka 2001, Kultuurraad der Leuvense studenten, 2001.
- Thompson, Jon Sam Dillemans - The authentic world, Ludion, 2007 ISBN 978-9055446926.
- Vanackere, Luc Sam Dillemans - Authors, Paper Kunsthalle, 2013 ISBN 978-94-9069-399-2.
- Sam Dillemans - Tentoonstellingsruimte Sam Dillemans, WPG uitgevers Manteau/Drie, 2016 ISBN 978 90 223 3292 4.
- Sam Dillemans - Goodbye to all that', Paintings of the Great War, WPG uitgevers Angèle, 2018 ISBN 978 90 223 3504 8.

- Bibliothèque nationale de France: cb15616668t (data)
- Digitale Bibliotheek voor de Nederlandse Letteren: dill014
- Gemeinsame Normdatei: 137723377
- International Standard Name Identifier: 0000 0000 7884 7544
- Library of Congress Control Number: no2009044404
- Nationale Bibliotheek van Tsjechië: xx0113653
- Nederlandse Thesaurus van Auteursnamen: 305283774
- RKD-Nederlands Instituut voor Kunstgeschiedenis: 92490
- Système universitaire de documentation: 240244427
- Virtual International Authority File: 81870874
- WorldCat: E39PBJrRkG9gFMrykj6mt73xXd